# リエーティ
リエーティ（伊: Rieti ( 音声ファイル)）は、イタリア共和国ラツィオ州にある都市で、人口約45,000人の基礎自治体（コムーネ）。リエーティ県の県都である。

## 地理

### 位置・広がり
リエーティ県中部に位置するコムーネ。テルニから南東へ約25km、ラクイラから西へ約45km、アヴェッツァーノから北西へ約63km、州都・首都ローマから北北東へ約63kmの距離にある。

#### 隣接コムーネ
隣接するコムーネは以下の通り。括弧内のTRはテルニ県所属を示す。
- ベルモンテ・イン・サビーナ
- カンタリーチェ
- カスペーリア
- カステル・サンタンジェロ
- チッタドゥカーレ
- コッリ・スル・ヴェリーノ
- コンチェルヴィアーノ
- コンティリアーノ
- グレッチョ
- ロンゴーネ・サビーノ
- ミチリアーノ
- モンテ・サン・ジョヴァンニ・イン・サビーナ
- モンテネーロ・サビーノ
- ポッジョ・ブストーネ
- リヴォドゥトリ
- ロッカンティーカ
- ストロンコーネ (TR)
- テルニ (TR)
- トッリチェッラ・イン・サビーナ

### 気候分類・地震分類
リエーティにおけるイタリアの気候分類 (it) および度日は、zona E, 2324 GGである。
また、イタリアの地震リスク階級 (it) では、zona 2A (sismicità media)
zona 2B (sismicità media) に分類される。

## 歴史

### 古代

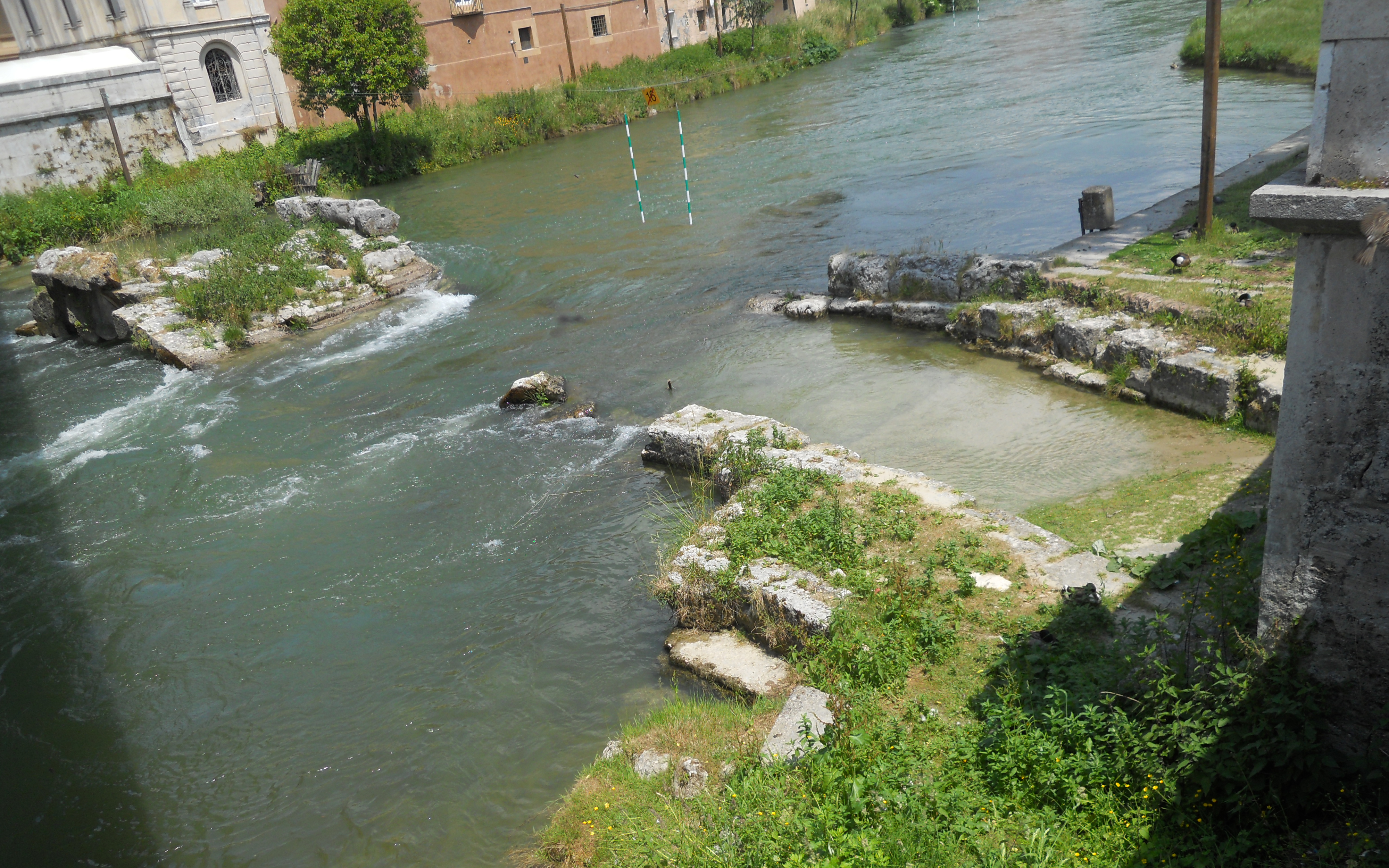
ローマ時代の橋の遺跡（紀元前3世紀）

古代にはレアテ (Reate) と呼ばれ、ローマ人が勃興するより以前からサビニ人の主要な都市のひとつであった。
伝説によれば、ローマの建国者ロムルスはサビニの女たちの略奪を行った。ローマ人とサビニ人の間に戦争が起こったが、最終的にサビニの女たちが両軍の間に入って停戦した。サビニ人の王ティトゥス・タティウスがロムルスとローマを共同統治することとなり、ローマ人とサビニ人の共存の歴史が始まった。サビニ人はローマのクイリナーレの丘に移り住んだという。
紀元前290年、マニウス・クリウス・デンタトゥスに率いられたローマによって、サビニ人の反抗は最終的に平定された（第三次サムニウム戦争）。レアテは、アドリア海からアペニン山脈を越えて塩をローマに運ぶ道（サラリア街道）を扼する、初期のイタリア交通の要衝となった。レアテやアミテルヌム（現在のラクイラ近郊にあった都市）の多くの土地が没収されてローマ人に分配された。サビニ人には投票権を除くローマ市民権が与えられた。紀元前268年にサビニ人は完全な市民権を獲得し、新たに相殺された2つの部族（トリブス） (Roman tribe) 、すなわち Velina と Quirina に組み込まれた。
この地域にはヴェリーノ川 (Velino) が広大な湖を形作っていたが、クリウス・デンタトゥスは、ヴェリーノ川からネラ川 (Nera (Italy)) に水を落とすことで湖を干上がらせ（このときに作られたのがマルモレの滝である）、肥沃な平野を出現させた。ローマの慣習に従い、土地は正方形に区画され分配された。レアテの町も典型的なローマの都市設計（たとえば、二つの直交する道路が都市の幹線となるなど）によって再編と開発を受け、強力な防壁が築かれた。ヴェリーノ川を越える石橋が建設され、またサラリア街道からレアテの南門に直接荷物を運び込むための高架橋が築かれた。

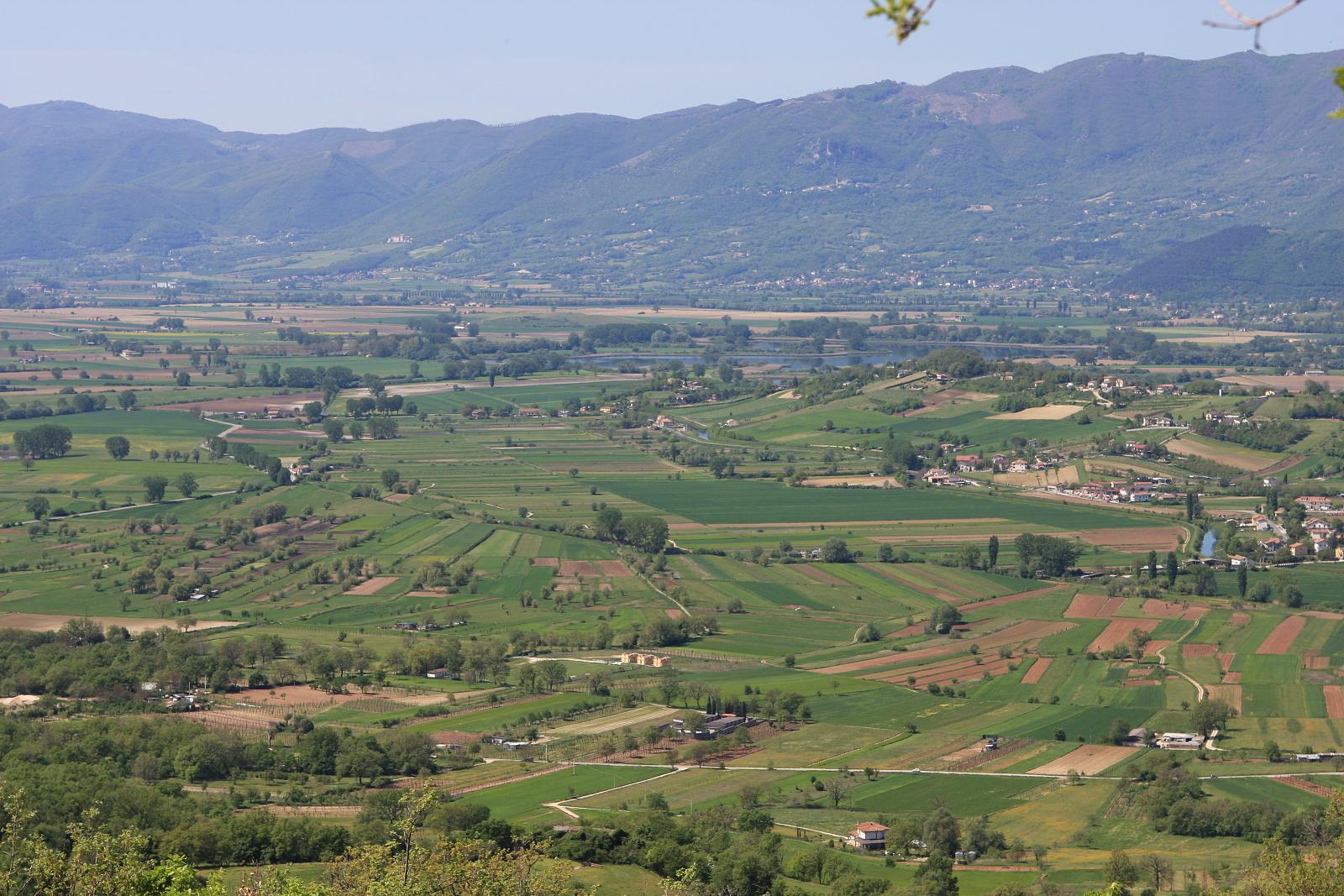
レアティナ平野
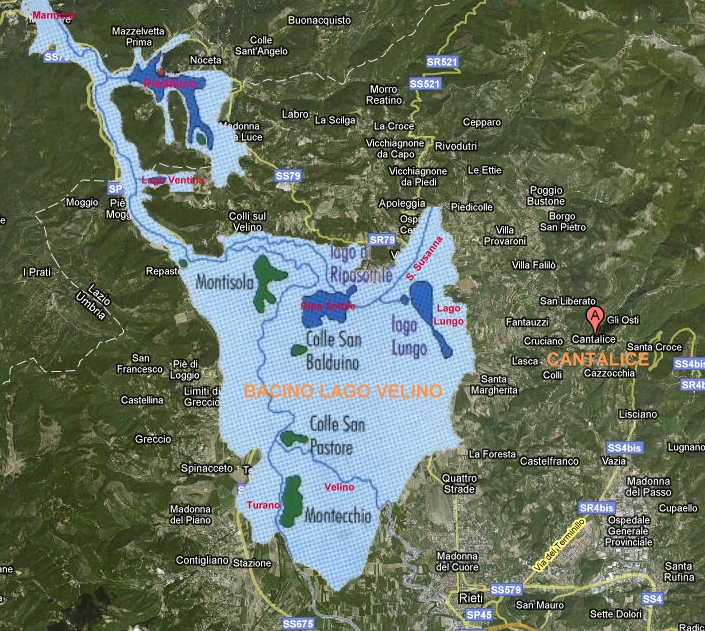
古代ヴェリーノ湖
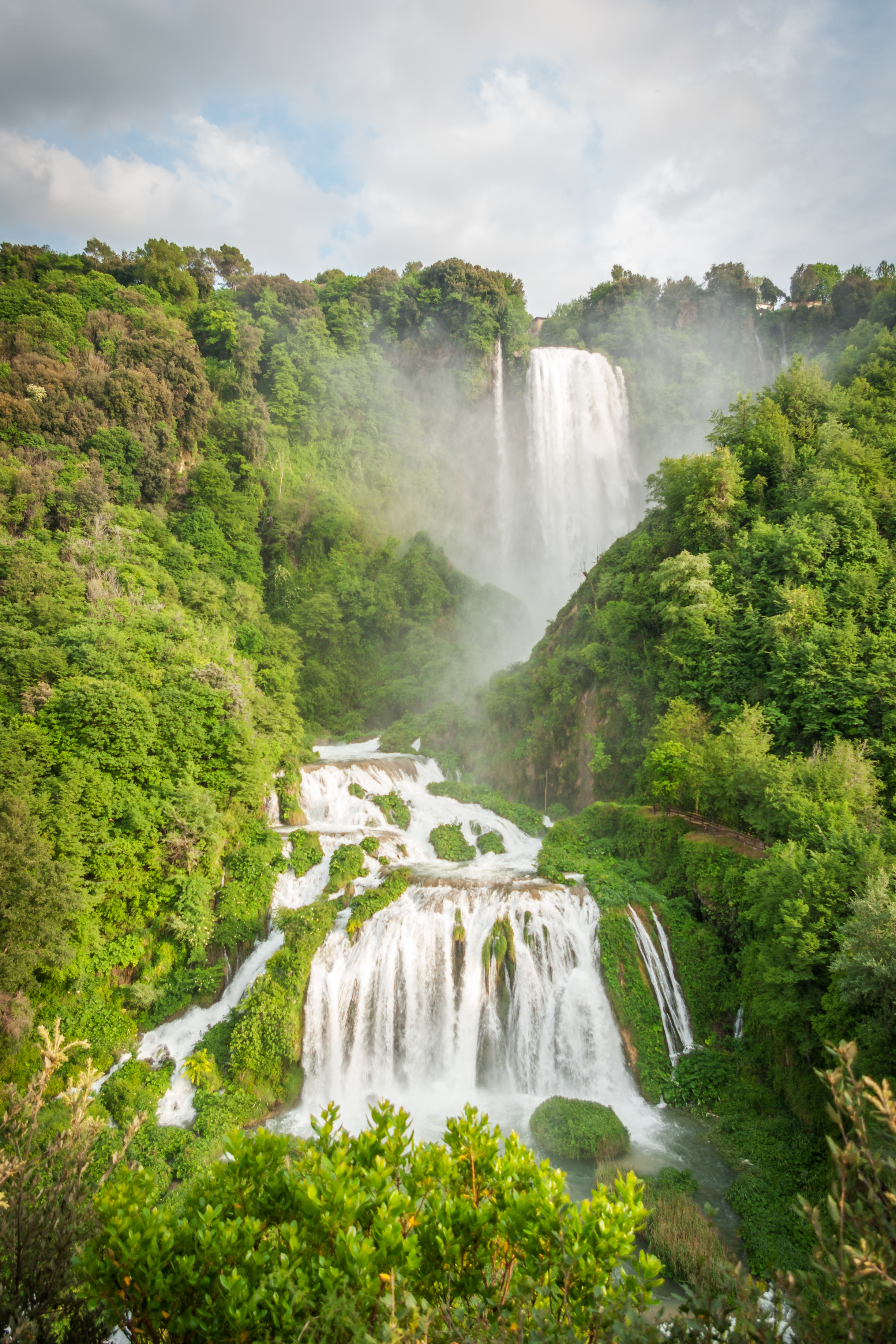
マルモレの滝

ローマ時代のレアテには、その肥沃な土地や有用な資源、特徴的な環境（浮島や、地下に空洞のある地形など）のために、多くのラテン語文献が言及している。たとえばキケロは、湖の排水後に生じたレアテとインテラムナ（現在のテルニ）との緊張を描写しており、また友人がこの平野に所有する邸宅（ヴィッラ）についても言及している。
サビニ人に起源を持ちローマ帝国で発展した家門のひとつにフラウィア氏族 (Flavia (gens)) がある。この家門出身で皇帝となったティトゥス・フラウィウス・ウェスパシアヌス（9年 - 79年、フラウィウス朝創始者）は、レアテで生まれた。
レアテ生まれのマルクス・テレンティウス・ウァロ（紀元前116年 - 紀元前27年。「レアテのウァッロ」とも呼ばれる）は、詩人・著述家として著名であり、博学の父として知られる。

### 中世

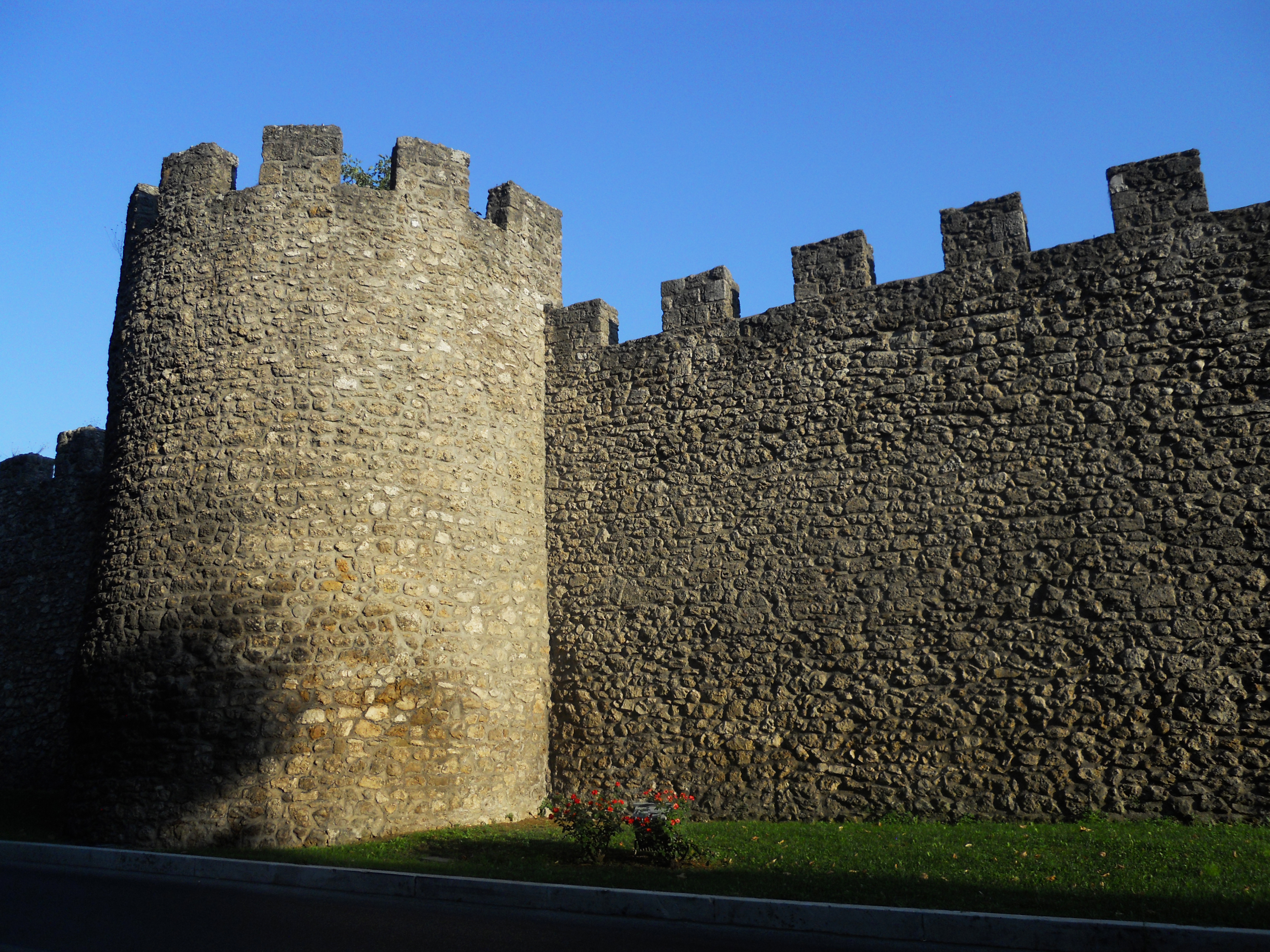
中世の城壁

西ローマ帝国の崩壊後、リエーティは蛮族による破壊を受けたが廃絶することはなく、ランゴバルド人による支配（ランゴバルド王国）のもとではガスタルド (Gastald) が置かれ、スポレート公国の一部となった。フランク人の支配のもとでは、伯爵領の首府であった。9世紀から10世紀にかけてはサラセン人によって、1149年にはノルマン人のシチリア王ルッジェーロ2世によって略奪を受けた。
都市はローマのコムーネの助けを借りて再建された。1198年からは独自のポデスタを置いた自由都市で、グエルフ寄りであった。
歴代教皇もリエーティにしばしば滞在しており、重要な歴史的できごとも当地を舞台にしている。1185年、シチリア女王コスタンツァと神聖ローマ皇帝ハインリヒ6世が当地で結婚。1234年には教皇グレゴリウス9世によってドミニコが列聖された。1289年には教皇ニコラウス1世によって、カルロ2世がプッリャ・シチリア・エルサレム王としての戴冠を受けている。

### 中世後期以後
教皇がアヴィニョンに移動すると（アヴィニョン捕囚）、リエーティはナポリ王国によって征服され、都市内部では教皇派と皇帝派の抗争が激化した。1354年、枢機卿アルボルノス (Gil Álvarez Carrillo de Albornoz) によってリエーティは取り戻され、その後教皇領内でアルファーニ家 (Alfani) の封建支配下に置かれた。リエーティ周辺の平野の排水は数世紀にわたって続いたが、これは隣接するテルニとの対立につながった。

### 近現代
リエーティは、1816年から1860年まで、教皇領リエーティ管区 (it:Delegazione apostolica di Rieti) の首府であった。
1860年のイタリア統一後、リエーティを中心とする地域はペルージャ県（ウンブリア地方）の一部に組み込まれ、リエーティ郡 (it:Circondario di Rieti) が置かれた。1923年、リエーティ郡はローマ県（ラツィオ地方）に編入された。1927年1月2日、リエーティ郡と、ラクイラ・デッリ・アブルッツォ県（アブルッツォ地方）の一部であったチッタドゥカーレ郡 (it:Circondario di Cittaducale) を併せ、リエーティを県都とするラツィオ地方の新たな県リエーティ県が設置された。

### 地震
2016年の地震で大きな被害を受け、特にアマトリーチェで壊滅状態である。

## 行政

### 分離集落
リエーティには、以下の分離集落（フラツィオーネ）がある。
- Castel San Benedetto, Case San Benedetto, Casette, Castelfranco, Cerchiara, Chiesa nuova, Cupaello, Lisciano, Lugnano, Maglianello, Moggio, Piè di Moggio, Poggio Fidoni, Piani Poggio Fidoni, Poggio Perugino, San Filippo, Piani San Filippo, San Giovanni Reatino, Sant'Elia, Piani Sant'Elia, Setteponti, Vaiano, Vazia

## 姉妹都市

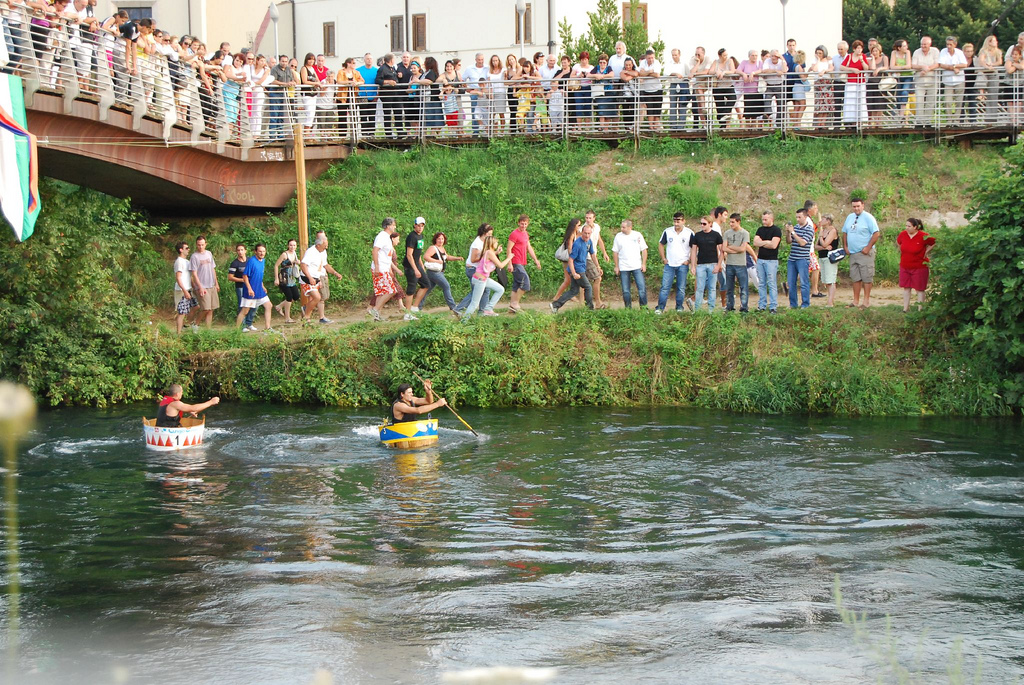
「太陽の祭り」(Festa del Sole)での「ワイン樽乗りレース」

- 伊東市（日本）
  - 1985年7月21日 友好都市提携[7]

「タライ乗り競走」を行う伊東市に対して、「ワイン樽乗りレース」を行うリエーティ市側が1980年に友好都市提携を打診。民間での交流が始まり、1981年に伊東観光協会と太陽の祭り委員会が姉妹関係を結ぶ。1985年、友好都市協定書調印。
- サン＝ピエール＝レ＝エルブーフ、フランス